# Cyathea confinis
Cyathea confinis är en ormbunkeart som beskrevs av Carl Frederik Albert Christensen. Cyathea confinis ingår i släktet Cyathea och familjen Cyatheaceae. Inga underarter finns listade.